# Pedostrangalia tokatensis
Pedostrangalia tokatensis là một loài bọ cánh cứng trong họ Cerambycidae.